# Carboxydocella
Carboxydocella è un genere di batterio appartenente alla famiglia delle Syntrophomonadaceae.